# Торриани, Биби
Ричард (Биби, Риккардо) Торриани (англ. Richard "Bibi" "Riccardo" Torriani; 1 октября 1911 Санкт-Мориц, Швейцария — 3 сентября 1988 Кур, Швейцария) — швейцарский хоккеист, тренер и спортсмен-саночник.
Он играл за ХК «Давос» с 1929 по 1950 год, а с 1933 по 1939 года был капитаном мужской сборной Швейцарии по хоккею с шайбой. Он забил 105 голов в 111 международных матчах за сборную, завоевал две бронзовые медали по хоккею с шайбой на Олимпийских играх и выиграл ещё четыре медали на чемпионатах мира по хоккею с шайбой. Играя за ХК «Давос», он выиграл 18 чемпионатов Швейцарии и шесть Кубков Шпенглера. Он был выбран знаменосцем Швейцарии на зимних Олимпийских играх 1948 года и произносил олимпийскую клятву на тех же играх, проходивших в Санкт-Морице.
Позже он работал главным тренером мужских национальных хоккейных сборных Швейцарии и Италии и привел ХК «Фисп» к чемпионату Национальной лиги А (предшественник Швейцарской национальной лиги). Биби выиграл серебряную медаль в мужском одиночном разряде на чемпионате мира по санному спорту 1957 года, проходившем в Давосе, Швейцария.
Он считается лучшим швейцарским хоккеистом за всю историю и был введен в Зал славы ИИХФ в 1997 году. Премия Торриани присуждается ИИХФ с 2015 года в знак признания игрока «из страны, не принадлежащей к ведущим хоккейным державам» за выдающуюся международную игровую карьеру.

## Ранние годы
Торриани родился 1 октября 1911 года в Санкт-Морице, Швейцария. В юности его прозвали «Биби» из-за того, что он был самым младшим ребёнком в своей семье. Он играл в молодёжный хоккей в Санкт-Морице в качестве правого нападающего и был также известен под прозвищем «Риккардо».

## Игровая карьера

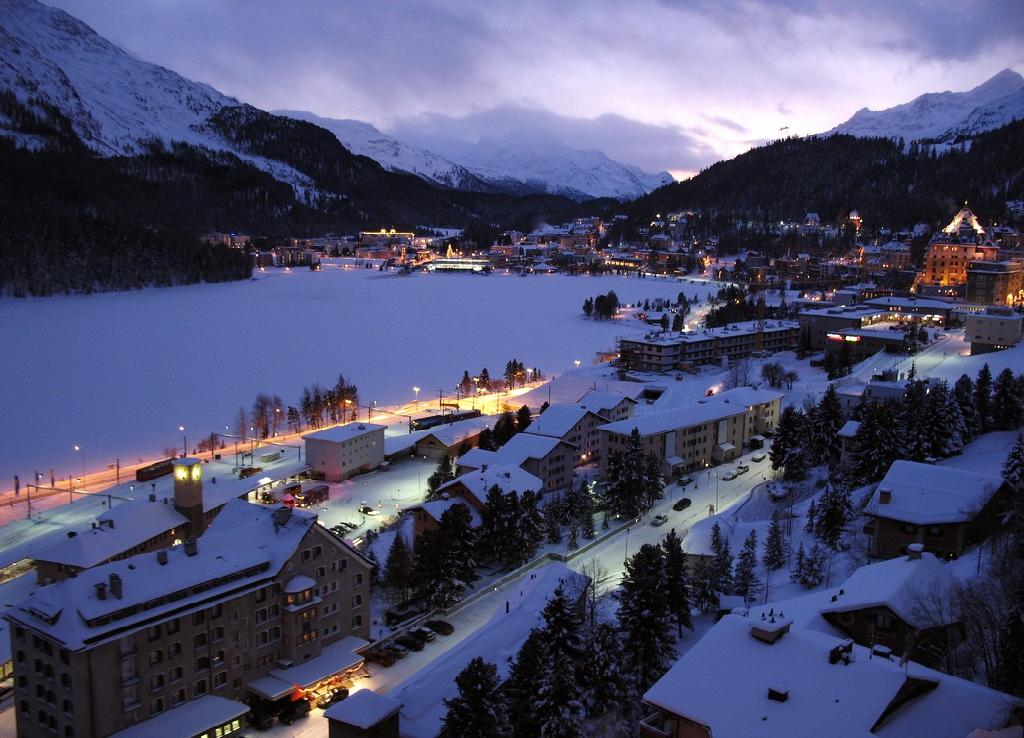
Санкт-Мориц (на фото), где родился Торриани и участвовал в зимних Олимпийских играх 1928 и 1948 годов.

Профессиональная карьера Торриани началась в качестве игрока ХК «Санкт-Мориц» в сезонах 1927/28 и 1928/29. В свой первый сезон в «Санкт-Морице» он выиграл национальный чемпионат Швейцарии по хоккею с шайбой 1927/28.
Торриани был выбран для игры за мужскую сборную Швейцарии по хоккею с шайбой в возрасте 16 лет, поскольку Зимние Олимпийские игры 1928 года проводились в Санкт-Морице, и национальная команда не несла дополнительных расходов на привлечение исключительных местных талантов. Он забил один гол в четырёх играх, сыгранных в хоккее на зимних Олимпийских играх 1928 года, и выиграл бронзовую медаль со сборной. Его участие в Олимпийских играх сделало его самым молодым игроком, участвовавшим в чемпионате мира по хоккею на взрослом уровне.
Торриани присоединился к ХК «Давос» после смерти его отца в 1929 году и оставался в команде до 1950 года. Со Швейцарией он дебютировал на чемпионате мира по хоккею 1930 года (первый чемпионат мира проводившийся отдельно от олимпиады), забил один гол и выиграл бронзовую медаль. Швейцария решила не участвовать в хоккее на зимних Олимпийских играх 1932 года. Вместо этого Торриани и национальная команда участвовали в чемпионате Европы по хоккею с шайбой 1932 года, и Швейцария выиграла бронзу.
Торриани был капитаном национальной сборной Швейцарии с 1933 по 1939 год. Он играл в тройке нападения, известной как «Ни-шторм» (нем. Der ni-sturm), с братьями Хансом и Фердинандом Каттини. Тройка была названа по последнему слогу (-ni) фамилий игроков. Ни-Шторм считался лучшей тройкой ХК «Давос» и национальной сборной Швейцарии по хоккею с 1933 по 1950 год. В этой тройке он забил пять голов в шести матчах на чемпионате мира по хоккею с шайбой 1933 года, 14 голов в семи матчах на чемпионате мира 1934 года и восемь голов в восьми матчах на чемпионате мира 1935 года. Торриани привел Швейцарию к серебряной медали на чемпионате 1935 года и бронзовой медали на чемпионате мира по хоккею с шайбой 1939 года. Он также участвовал в соревнованиях по хоккею с шайбой на зимних Олимпийских играх 1936 года, сыграв в трех играх без забитых голов.

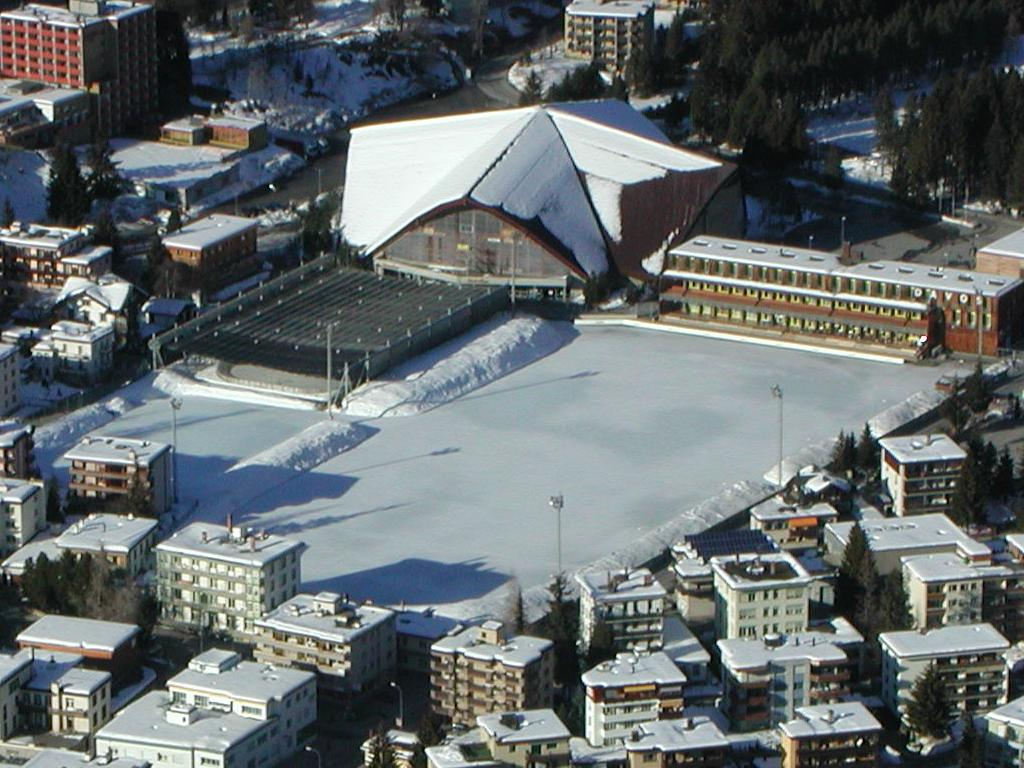
Айсстадион Давос (на фото), где Торриани играл, а затем тренировал ХК «Давос».

Торриани также играл с ХК «Давос» на международных соревнованиях по хоккею с шайбой. В Давосе проходил ежегодный турнир Кубок Шпенглера, который Биби выигрывал шесть раз в 1933, 1936, 1938, 1941, 1942 и 1943 годах. «Давос» занял третье место на Неделе зимних видов спорта, проходившей в феврале 1941 года в Гармиш-Партенкирхене. ХК Давос и Торриани выиграли Гран-при Берлина в марте 1941 года, в котором участвовали и другие клубные команды из Европы. В 1943 году «Давос» участвовал в турнире Gebirgsjäger против других игроков из Германии, Италии и Швеции.
Торриани был выбран знаменосцем Швейцарии на зимних Олимпийских играх 1948 года в Санкт-Морице. Он также был выбран для произнесения олимпийской клятвы от имени всех участвующих спортсменов и стал первым хоккеистом, сделавшим это на Олимпийских играх. На самих соревнованиях он забил два гола, сделал четыре передачи и набрал шесть очков в пяти играх и привел Швейцарию к бронзовой медали.
Торриани ушел из игры в 1950 году. За свою карьеру он выиграл 18 чемпионатов Швейцарии с ХК «Давос», сыграл 111 международных матчей за сборную Швейцарии и забил 105 голов. Тройка «Ни-шторм» вместе сыграла 239 международных матчей и в сумме забила 246 голов.

## Тренерская карьера

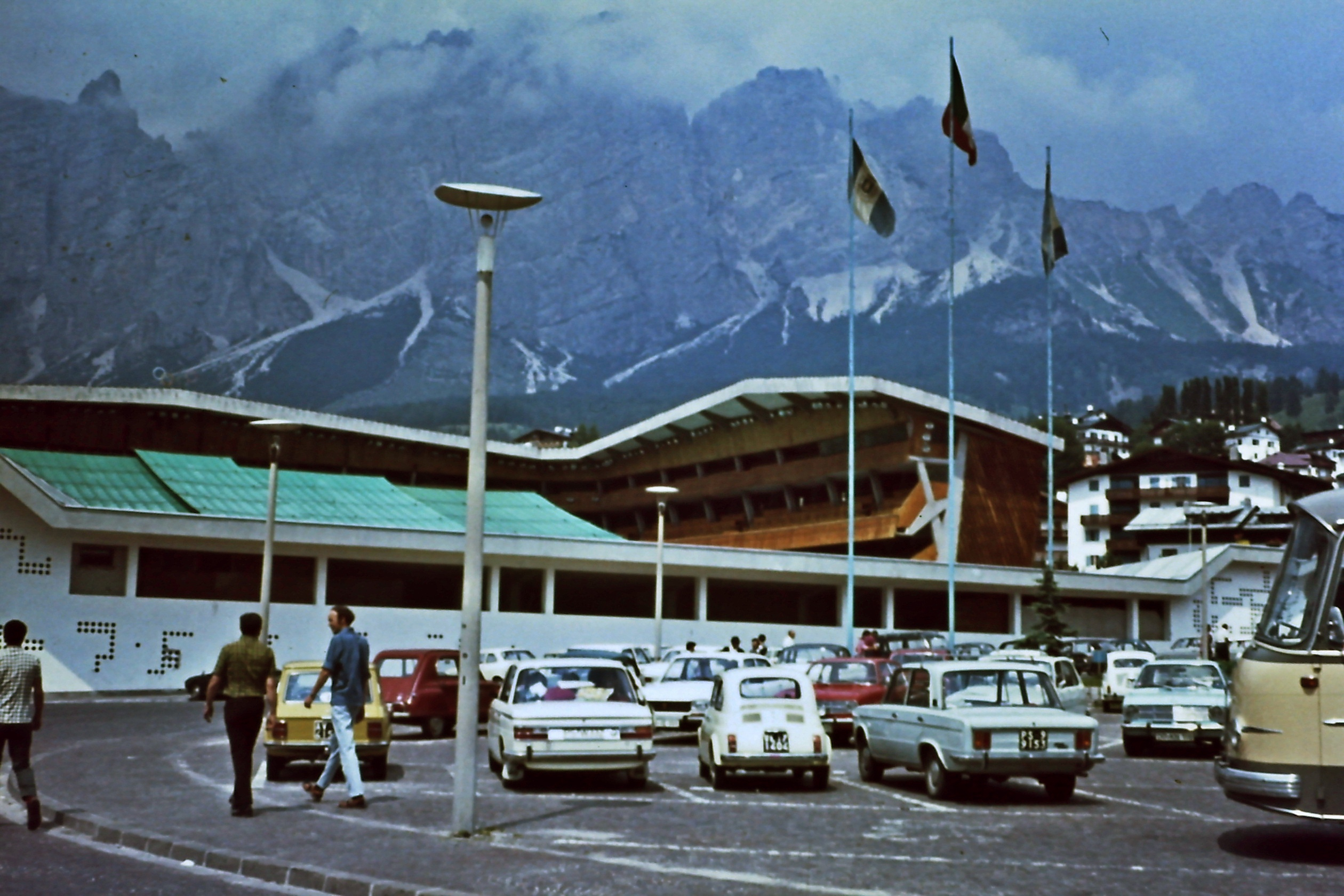
Хоккейная площадка (на фото) Зимних Олимпийских игр 1956 года в Кортина-д’Ампеццо.

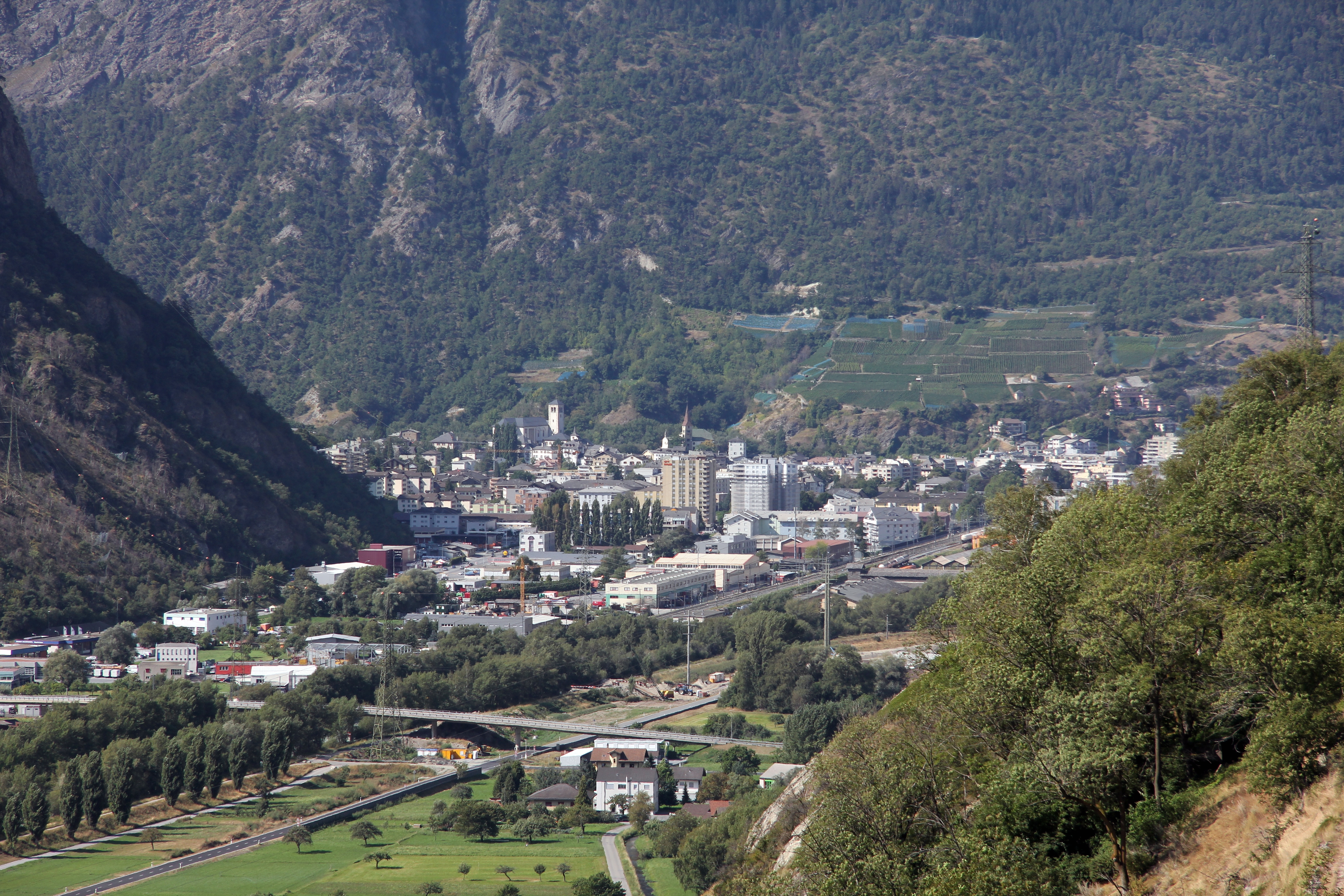
Торриани тренировал в Фиспе (на фото) пять сезонов.

Торриани был главным тренером мужской сборной Швейцарии по хоккею с шайбой в 1946-47 годах, а затем с 1948-52 годы. Под его руководством национальная команда заняла четвёртое место в группе А на чемпионате мира по хоккею 1947 года, пятое место в группе А на чемпионате мира по хоккею 1949 года, третье место в группе А на чемпионате мира по хоккею 1950 года, третье место в группе А на чемпионате мира по хоккею 1951 года и пятое место в общем зачете по хоккею с шайбой на зимних Олимпийских играх 1952 года в Осло.
С 1954-56 годы Торриани тренировал мужскую сборную Италии по хоккею с шайбой. Он привел команду к первому месту в группе B на чемпионате мира по хоккею 1955 года и повышению в группу A. Итальянская Кортина-д’Ампеццо принимала зимние Олимпийские игры 1956 года. Перед играми команда Торриани была усилена игроками итальянского происхождения, тренировавшимися в Канаде. Биби привел Италию к третьему месту и повышению в группу А, а также к седьмому месту в общем зачете, выиграв утешительный раунд.
Торриани тренировал в европейских профессиональных лигах с 1957 по 1971 год. Его первой командой был «SC Riessersee» в сезоне 1957-58, в котором он провел регулярный сезон без поражений и занял первое место в южной группе немецкой Оберлиги (до 1958 года предшествовавшая хоккейной Бундеслиге) и занял второе место в общем зачете чемпионата (проводилась ещё и финальная часть чемпионата с 3 первыми командами из 2 групп, где было проведено ещё 10 матчей. «Riessersee» 6 раз победил, 1 раз сыграл вничью и 3 раза проиграл). Он оставался в Германии в сезоне 1958/59 и тренировал «Маннхаймер ЕРК» (сейчас «Адлер Мангейм»), заняв третье место в Бундеслиге. Торриани переехал в Италию в сезоне 1959/60, чтобы тренировать «Дьяволи ХК Милан». Он привел «Дьяволи» к первому месту в Серия А в регулярном сезоне.
Торриани вернулся к тренерской работе в Швейцарии в 1960 году и руководил «ЕХК Фисп» в течение пяти сезонов в Национальной лиге А (сейчас Швейцарская национальная лига) до 1965 года. Его первый год тренерской работы привел к тому, что он занял второе место в сезоне 1960/61. В сезоне 1961/62 он привел «Фисп» к первому месту в турнирной таблице и выиграл чемпионат Национальной лиги А. Его команда заняла второе место как в сезоне 1962/63, так и в сезоне 1963/64. На пятом году тренерской работы «Фисп» опустился на седьмое место в сезоне 1964/65.
После одного года без тренерской работы Торриани возглавил ХК «Лугано» в сезоне 1966/67, заняв в сезоне третье место в восточной группе Национальной лиги B. Он вернулся в ХК «Лугано» в сезоне 1969/70 и снова привел команду к третьему месту в восточной группе Национальной лиги. Последний сезон Торриани тренировал в ХК «Давос» в сезоне 1970-71. Он вывел команду на второе место в восточной группе Национальной лиги B.

## Личная жизнь
Старший брат Торриани Конрад также играл за ХК «Санкт-Мориц» и мужскую сборную Швейцарии по хоккею с шайбой. Братья были товарищами по команде на чемпионатах мира по хоккею с шайбой в 1930, 1933, 1934 годах и на чемпионате Европы по хоккею с шайбой 1932 года.
Торриани выиграл серебряную медаль в мужском одиночном разряде на чемпионате мира по санному спорту 1957 года, проходившем в Давосе.
Двое сыновей Торриани занимались швейцарским хоккеем. Романо Торриани играл за ХК «Базель» и ХК «Давос», а Марко играл за ХК «Базель» и ХК «Лангнау Тайгерс», а позже стал президентом ХК «Женева-Серветт». В качестве менеджера Марко помог Женеве подняться из швейцарской лиги 1 в национальную лигу А.
Торриани умер 3 сентября 1988 года в Куре, Швейцария, в возрасте 76 лет.

## Память

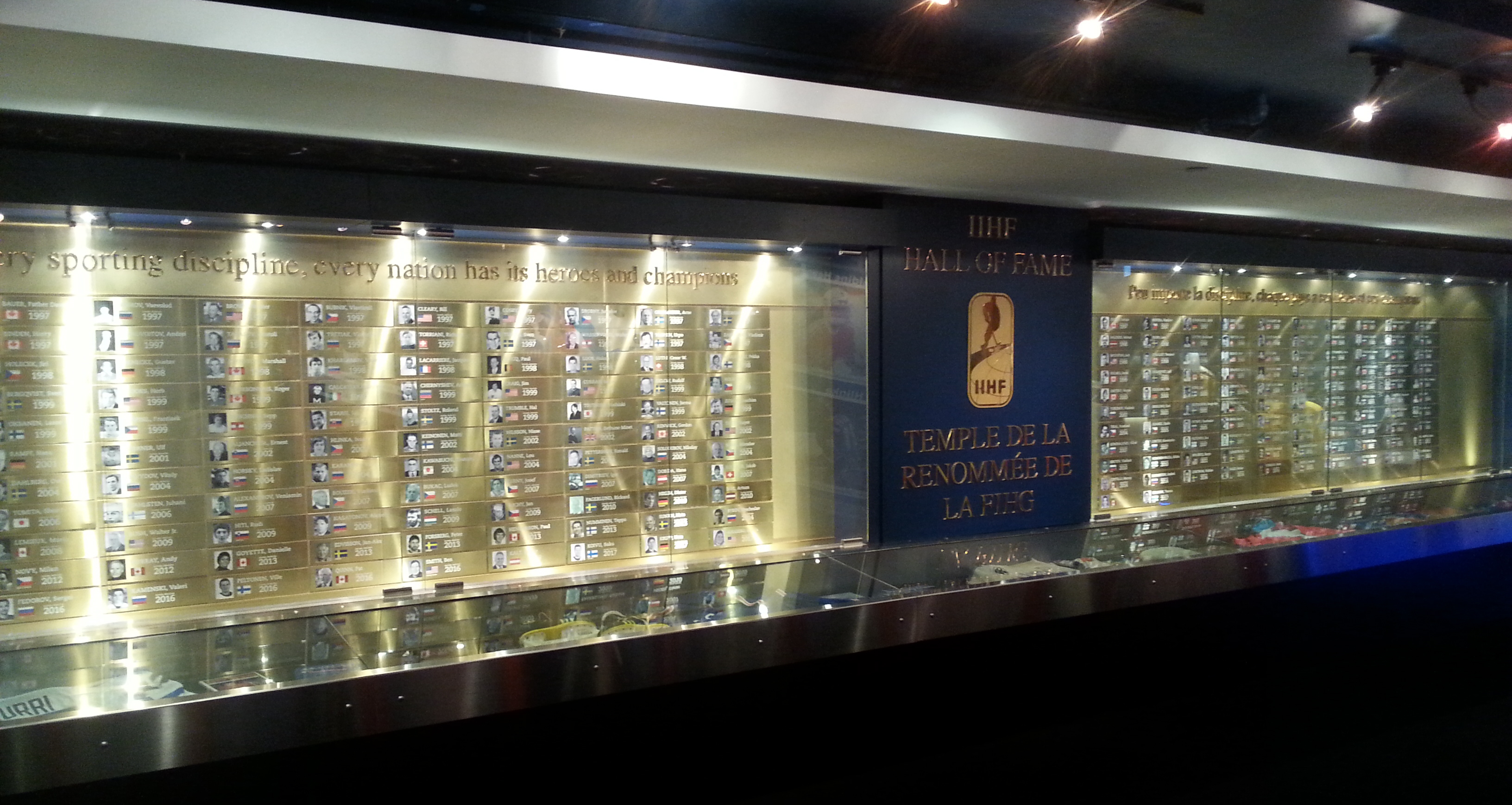
Список почета Зала славы ИИХФ

Торриани считается лучшим швейцарским хоккеистом за всю историю и был занесен в Зал славы хоккейного клуба Давос. Он был посмертно занесен в Зал славы ИИХФ в 1997 году как игрок и стал первым швейцарцем, удостоенным этой чести. В честь него назван Кубок Биби Торриани, ежегодное соревнование для игроков в возрасте 14 лет, представляющих различные кантоны Швейцарии. Мероприятие используется для выявления будущих игроков для программы национальной сборной.
В 2015 году Международная федерация хоккея с шайбой (IIHF) учредила премию Торриани. Когда было объявлено о новой награде, президент ИИХФ Рене Фазель сказал: «Мы хотели создать трофей, который награждает игроков за выдающуюся международную карьеру независимо от того, где они играли. В наши дни, когда зачастую одни и те же люди играют в НХЛ и на международном уровне, мы уверены, что очень многие игроки высшего уровня заслуживают награды. В то же время мы должны быть уверены, что не обошли признанием игроков, которые, возможно, не выигрывали медали Олимпийских игр и чемпионатов мира, но у которых тем не менее была выдающаяся карьера. Поэтому мы учредили Премию Торриани, и Лючио Топатиг — очень достойный первый лауреат».
К 100-летию чемпионата мира по хоккею в 2020 году Торриани был включен в состав сборной Швейцарии всех вренмён ИИХФ.

### Комментарии
1. ↑  Хейли Викенхайзер стала следующим представительницей хоккея, произнесшей олимпийскую клятву на Зимних Олимпийских играх 2010 года.[14]